# Jejkowice (gmina)
Pour les articles homonymes, voir Jejkowice (homonymie).
La gmina de Jejkowice est une commune rurale de la voïvodie de Silésie et du powiat de Rybnik. Elle s'étend sur 7,59 km2 et comptait 3 683 habitants en 2006. Elle possède la plus petite superficie des gminy rurales en Pologne. Son siège est le village de Jejkowice qui se situe à environ 7 kilomètres au nord-ouest de Rybnik et à 42 kilomètres au sud-ouest de Katowice.

## Villes et gmina voisines
La gmina de Jejkowice est voisine des villes de Rybnik et Rydułtowy et de la gmina de Gaszowice.